# Anna Pfeffer
Anna Pfeffer (geboren am 31. August 1945 in Kaposvár) ist eine ehemalige ungarische Kanutin. Bei drei Olympiateilnahmen gewann sie zweimal Silber und einmal Bronze.

## Leben
Anna Pfeffer gewann ihre erste internationale Medaille bei den Weltmeisterschaften 1966 in Ost-Berlin. Im Zweier-Kajak erkämpfte sie hinter den Booten aus der DDR und der Sowjetunion die Bronzemedaille zusammen mit Katalin Benkő. Zwei Jahre später gewann sie mit Katalin Rozsnyói die Silbermedaille bei den Olympischen Spielen 1968 in Mexiko-Stadt hinter den westdeutschen Roswitha Esser und Annemarie Zimmermann mit einer Hundertstelsekunde Vorsprung auf Ljudmila Pinajewa und Antonina Seredina aus der Sowjetunion. Im Einer-Kajak erreichte Pfeffer in Mexiko-Stadt zwar das Finale, gab aber auf.
Bei den Europameisterschaften 1969 in Moskau siegte im Kajak-Einer Tamara Schymanskaja aus der Sowjetunion vor Renate Breuer aus der Bundesrepublik Deutschland und Anna Pfeffer, im Zweier siegten Ljudmila Lauschko und Tamara Schymanskaja vor Katalin Hollósy und Anna Pfeffer. Zwei Jahre später gewannen Hollósy und Pfeffer bei den Weltmeisterschaften in Belgrad den Titel vor den Booten aus der DDR und aus der Sowjetunion. Bei den Olympischen Spielen 1972 in München gewann Anna Pfeffer im Einer-Kajak die Bronzemedaille hinter Julija Rjabtschinskaja aus der Sowjetunion und Mieke Jaapies aus den Niederlanden, im Zweierkajak belegten Hollósy und Pfeffer mit elf Hundertstelsekunden Rückstand auf die drittplatzierten Rumäninnen den vierten Platz.
Bei den Weltmeisterschaften in Tampere 1973 siegte im Zweier-Kajak das Boot aus der DDR vor dem sowjetischen Boot, dahinter erkämpften Anna Pfeffer und Ilona Tözsér die Bronzemedaille. Im Vierer-Kajak gewann das sowjetische Boot vor dem ungarischen Vierer mit Pfeffer, Tözser, Erzsébet Horváth und Mária Zakariás. Zum Abschluss ihrer Karriere gewann Anna Pfeffer zusammen mit Klára Rajnai die Silbermedaille im Zweier bei den Olympischen Spielen 1976 hinter dem sowjetischen Zweier mit Nina Gopowa und Galina Kreft.